# دیوید نونان
دیوید نونان (انگلیسی: David Nunan؛ زادهٔ ۱۱ اکتبر ۱۹۴۹) زبان‌شناس اهل استرالیا است. او پروفسور زبان‌شناسی کاربردی در دانشگاه هنگ کنگ است. او در زمینه‌های تدوین برنامه درسی آموزش زبان، تربیت معلم زبان دوم، روش‌شناسی آموزش زبان، تحلیل گفتمان و روش‌های تحقیق در زبان‌شناسی کاربردی کتاب‌هایی منتشر کرده است. نونان در کشورهایی همچون استرالیا، ژاپن، بریتانیا، عمان و سنگاپور به‌عنوان آموزگار زبان خارجی، توسعه‌دهنده برنامه درسی، نویسنده مطالب آموزشی و پژوهشگر فعالیت نموده است.